# Nukumi
Nukumi (Nogami, Nogumee, Nokumi, Noogumee, Nukumij, Noogume, Nogumich, Noogumich), Kod Micmac Indijanaca Nukumi je mudra stara baka heroja kulture Glooskapa. Ime Nukumi znači "baka" na Mi'kmaqu. U nekim legendama se kaže da je Nukumi podigao heroja nakon majčine smrti pri porodu, ali u većini tradicija, Nishkam ju je stvorio od stijene i usvojila Glooskapa kao svog unuka.